# Fanzara
Fanzara – gmina w Hiszpanii, w prowincji Castellón, we wspólnocie autonomicznej Walencja, o powierzchni 34,98 km². W 2011 roku liczyła 351 mieszkańców.